# 多用户
多用户软件允许多个计算机用户在同一时间内使用。分时系统就属于多用户系统。多数大型计算机使用的批处理任务也常被看作“多用户” ，以防在CPU等待I/O操作完成时处于空闲状态。然而，在此语境下，“多任务”这个概念更为常用。
最明显的一个例子是Unix及类Unix系统，多个远程用户有权（如通过串行端口或Secure Shell）在同一时刻访问Unix Shell系统。另一个例子是在同一台机器上的多个终端上打开多个X Window会话——这也是一个使用瘦客户端的例子。类似的功能也在众多不属于类Unix系统的操作系统中可用，如Multics、VM/CMS、OpenVMS和多任务DOS.
一些多用户操作系统（如Windows NT系列起的Windows版本）既支持多用户并发访问 （如通过远程桌面连接），也允许某个用户断开一个本地会话，当另一个用户登录使用系统时保持自己的进程运行（也就是执行这些进程自己的任务）。操作系统在容许每个用户的进程与其他用户的进程同时执行的前提下进行隔离。
管理系统一定是多用户系统，一般包括一个或多个系统管理员和一大群终端用户。
与之相对的概念“单用户”常在谈到一套操作系统在某个时刻只能由一个用户操作或一个单用户软件的最终用户许可协议时使用。以Unix为例的多用户操作系统有时包含单用户模式或运行级别供紧急维护之用。MS-DOS、OS/2、Classic Mac OS等均为单用户操作系统。